# Riječna paklara
Riječna paklara (Lampetra fluviatilis) naraste rijetko više od 40 cm ali pojedini primjerci iznimno mogu biti i do 50 cm dugački. Ova vrsta paklare teška je otprilike 100 grama. Leđne peraje su joj međusobno odjeljene, a gornja strana tijela je sjajne zelenkastomodre boje koja na bokovima prelazi u žućkastobijelu, a na trbuhu u srebrnobijelu. Peraje su ružićaste boje. Ova paklara također živi i u slanoj vodi i to u svim morima koja oplakuju obale Europe, Sjeverne Amerike i Japana ali i ona prelazi iz mora u rijeke da se tamo mrijesti. Katkada stalno boravi u jezerima ili u većim rijekama.